# 八重奏曲 (ストラヴィンスキー)
八重奏曲（はちじゅうそうきょく、Octet）は、イーゴリ・ストラヴィンスキーが1922年から1923年にかけて作曲した室内楽曲。新古典主義時代のストラヴィンスキーは管楽器を偏重する傾向があったが、この作品も8つの管楽器のために書かれた。特異な編成は、ストラヴィンスキーが夢の中でこの編成による演奏を聴いたことに由来するという。音楽の内容は思い出せなかったが8人の演奏者の楽器は覚えていて、目が覚めた朝に早速同じ編成による作曲に取りかかったのだと語っている。
初演は1923年10月18日、パリ・オペラ座で催されたクーセヴィツキー音楽会で、ストラヴィンスキー自身が指揮して行われた。1924年にロシア音楽出版社から出版され、のち1952年に改訂版（第2楽章のテンポの一部を変更）がブージー・アンド・ホークス社から出版された。
楽譜には献辞はついていないが、後にストラヴィンスキーは当時恋愛関係にあったヴェラ（1940年に結婚）に捧げたと言っている。

## 編成
フルート、クラリネット（B♭管、フィナーレでA管に持ち替え）、ファゴット2、トランペット2（C管1、A管1）、トロンボーン2（テナー1、バス1）

## 構成
3楽章からなる。演奏時間は総譜の指定では16分。
- 第1楽章　シンフォニア　レント - アレグロ・モデラート　変ホ長調。ソナタ形式。
- 第2楽章　主題と変奏　アンダンティーノ
- 第3楽章　フィナーレ　テンポ・ジュスト。ロンド形式。

全体的にポリフォニックな書法が目立つ。
第2楽章の主題は半音と全音の交替を重ねた八音音階（移調の限られた旋法第2番）による。変奏にはAからEまでの番号がつけられており、A→B→A→C→D→A→Eのように進む。Aは32分音符で非常に激しい上昇と下降を伴い、3回出現する。Bは変拍子のマーチ、Cはワルツ、Dは2⁄4拍子の快速な音楽、Eは5⁄8拍子の遅い音楽である。
変奏Eのファゴット二重奏からアタッカで第3楽章フィナーレに入る。フィナーレは8分音符の刻みを持つ2⁄4拍子の音楽だが、途中でフルートが3+3+2のポピュラー音楽風のリズムを持つ旋律を奏でる。同じリズムはコーダにも現れ、奇妙に軽い終わり方をする。